# Ren Renfa
Ren Renfa (traditioneel Chinees: 任仁發; 1254–1327) was een Chinees kunstschilder, kalligraaf en literator uit de Yuan-periode. Zijn omgangsnaam was Ziming (子明) en zijn artistieke naam Yueshan Daoren (月山道人, 'Taoïst op de Maanberg').
Ren was geboren in Qinlong te Songjiang, het huidige district Qingpu in Shanghai. Hij diende aan het hof van de Yuan-dynastie als hofschilder en ingenieur. Ren was een expert in waterbouw. Zo liet hij het gebied rond Khanbaliq (het huidige Peking) baggeren om de watertoevoer naar de hoofdstad te verbeteren. Ook had hij de leiding over de dijkenbouw nadat de Gele Rivier uit haar oevers was getreden.
In zijn schilderkunst borduurde Ren voort op kunstenaars uit de Tang-periode (608–907) en de werken van Song-meester Li Gonglin (1049–1106). Hij schilderde vogel- en bloemschilderingen en portretten, maar was vooral bekend om zijn paardenschilderingen. Deze vertoonden veel overeenkomsten met die van Zhao Mengfu (1254–1322). Veel van Rens werken hadden een maatschappijkritische ondertoon en weerspiegelden Rens verlangen naar vroegere tijden. Ze waren niet alleen in de Tang-traditie geschilderd, maar de afgebeelde figuren droegen ook kleding uit die periode. Een ander kenmerk van Rens schilderstijl is de verspreide plaatsing van personen en paarden in het beeldvlak.
- Gemeinsame Normdatei: 1115275518
- International Standard Name Identifier: 0000 0001 1474 4914
- Library of Congress Control Number: n84018824
- Nationale bibliotheek van Australië: 36731594
- Trove: 1439420
- Union List of Artist Names: 500125678
- Virtual International Authority File: 70321269
- WorldCat: E39PBJrWyyxGWTrqQ34rFMGrbd